# Brighton (Contea di Marathon, Wisconsin)
Brighton è un comune degli Stati Uniti, situato in Wisconsin, nella Contea di Marathon.